# Det hände här
Det hände här är en infotainmentserie som visades i Sveriges Television våren 2013, med Anders Lundin som programledare.
Anders Lundin reser runt i Sverige på jakt efter spännande händelser och livsöden. Till sin hjälp har han historikerna Bo Eriksson, Anna Maria Forssberg och Lisa Hellman. Historikerna har tre dagar på sig att hitta varsin historia innan de samlar invånarna på ortens torg för att avslöja vad de har hittat. Invånarna får efter det rösta på vilken historia de tyckte var bäst. Sedan blir en plats på orten döpt efter personen eller händelsen berättelsen handlar om.

## Avsnitt
| Sändningsdatum   | Ort      | Vinnande historia                          |
| ---------------- | -------- | ------------------------------------------ |
| 26 februari 2013 | Habo     | Falks grav                                 |
| 5 mars 2013      | Boxholm  | Tord Riddare                               |
| 12 mars 2013     | Njurunda | Kärleken mellan Otto och Henny Sillman     |
| 19 mars 2013     | Mellerud | Motståndsrörelsen under andra världskriget |

## Historikernas berättelser
| Historiker           | Habo               | Boxholm         | Njurunda              | Mellerud                                   |
| -------------------- | ------------------ | --------------- | --------------------- | ------------------------------------------ |
| Bo Eriksson          | Falks grav         | Britta i Dammen | Anna Byberg           | Världens största ballong                   |
| Anna Maria Forssberg | Raggares historia  | Tord Riddare    | Nedslaget på stranden | Motståndsrörelsen under andra världskriget |
| Lisa Hellman         | Häxanklagade Marit | Rommels skrot   | Otto & Henny Sillman  | Mordet på Petter Barman                    |